# Södervidinge distrikt
Södervidinge distrikt är ett distrikt i Kävlinge kommun och Skåne län. 
Distriktet ligger norr om Kävlinge. 

## Tidigare administrativ tillhörighet
Distriktet inrättades 2016 och utgörs av en del av området Kävlinge köping omfattade till 1971, delen som före 1969 utgjorde socknen Södervidinge socken.
Området motsvarar den omfattning Södervidinge församling hade vid årsskiftet 1999/2000.